# Mathias Brugman
Mathias Brugman (3 de janeiro de 1811 — 30 de setembro de 1868), também conhecido como Mathias Bruckman, foi um líder na revolução da independência de Porto Rico contra a Espanha, conhecido como Grito de Lares.

## Primeiros anos
O pai de Brugman era Pierre Brugman, natural de Curaçao e ascendência holandesa e judeu – sefardita, e sua mãe era Isabel Duliebre, natural de Porto Rico. Eles se conheceram e se casaram em Nova Orleães, Luisiana, Estados Unidos, onde Brugman nasceu, foi criado e educado.
A família Brugman mudou-se a Porto Rico e estabeleceram-se na cidade de Mayagüez, onde Mathias conheceu e se casou com Ana Maria Laborde. Abriu um colmado (mercearia), se tornou muito bem-sucedido, mas perdeu uma boa parte de sua fortuna tentando cultivar café. Como muitos outros moradores de Porto Rico, na época, ele pressentia as injustiças políticas praticadas pela Espanha na ilha. Isto o levou a crer na causa do movimento da independência de Porto Rico.

## Defensor da independência
Brugman admirava os defensores da independência Ramón Emeterio Betances e Segundo Ruiz Belvis. Foi esta admiração que o inspirou a se tornar defensor da independência de Porto Rico.
Em seu Colmado, as pessoas se reúnem diariamente para discutir política. Brugman, eventualmente, fez amizade com Manuel Rojas e seu irmão Miguel e, junto com seu filho, Héctor se juntou a eles em uma conspiração para revoltar-se contra a Espanha. Juntos, com um grupo de outros patriotas, eles formaram comitês revolucionários. Esses comitês se estabeleceram principalmente nas cidades da costa oeste de Porto Rico. O primeiro comitê revolucionário se estabeleceu em Mayagüez pelo Mathias Brugman. Ele usou seu Colmado como seu quartel-general e sua cela foi denominada: "Capa Prieta" (Cabo Negro). O comitê de Manuel Rojas em Lares foi denominado "Centro Bravo".

## O "Grito de Lares"
Em 23 de setembro de 1868, a revolução começou e a cidade de Lares participou no que viria a ser conhecido como o "Grito de Lares". Os revolucionários declararam Porto Rico como a "República de Porto Rico" livre. No entanto, os espanhóis já foram avisados e logo derrotaram o pequeno exército de libertadores.
Mathias Brugman, seu filho Héctor e Baldomero Baurer (um companheiro revolucionário) passaram a se esconder. Muitos outros foram mortos ou presos, incluindo Manuel Rojas e Mariana Bracetti. Em 30 de setembro de 1868, um trabalhador agrícola, Francisco Quiñones, que trabalhou na Plantação Asunción, traiu Brugman, seu filho e Bauer e levou as autoridades espanholas para onde eles estavam escondidos. Os homens se recusaram a render e, eventualmente, foram executados. Mathias Brugman morreu na cidade de Yauco, Porto Rico, em 1868.